# Rusko (Finlandia)
Rusko – gmina w Finlandii, położona w południowo-zachodniej części kraju, należąca do regionu Varsinais-Suomi.